# Меклофеноксат
Меклофеноксат  — b-диметиламиноэтилового эфира парахлорфеноксиуксусной кислоты гидрохлорид.
Синонимы: Ацефен, Аналукс, Меклофеноксат, Центрофеноксин, Церутил, Analux, Centrophenoxine, Cerutil, Claretil, Clofenoxine, Lucidril, Meclofenoxati hydrochloridum, Meclofenoxate hydrochloride, Meclon, Mexazine, Nisantol, Proseryl, Ropoxyl и др.
Химически отличается от типичных ноотропов, но, исходя из фармакологических свойств и терапевтического действия, причисляется к этой группе.
В организме ацефен расщепляется, образуя n-хлорфеноксиуксусную кислоту и диметиламиноэтанол [ОН—СН2—СН2—N(СН3)2]. Последнее соединение является ингибитором свободных радикалов. Имеет самостоятельное значение как мягкий стимулятор ЦНС и ноотропное средство. Выпускается под названием «Деанол» (Deanol). Синонимы: Dinetal, Etanamin и др.
Имеется ряд производных этого соединения, обладающих в той или иной мере ноотропными свойствами (деманол-ацеглюмат, или клережил, клерегил; Demanoli aceglumas, Cleregil, Dardanin, Otrun, Risatarim и др.). Ацефен (меклофеноксат) рассматривается как один из типичных ноотропов. Он улучшает когнитивные функции, оказывает умеренное стимулирующее действие на ЦНС, активирует обменные процессы, улучшает синаптическую передачу в гипоталамической и других областях мозга. Повышает содержание ацетилхолина в синаптических окончаниях и увеличивает плотность холинорецепторов.
Применяют при астенических (при ипохондрических и астеноипохондрических состояниях, при нарушениях мнестических функций в пожилом и старческом возрасте, при травматических и сосудистых заболеваниях головного мозга), при неврозах навязчивости и других невротических состояниях. В клинике нервных болезней ацефен применяют также при диэнцефальном синдроме, нарушениях мозгового кровообращения, при боковом амиотрофическом синдроме.

## Применение
Назначают внутрь по 0,1—0,3 г 3—5 раз в день. Курс лечения продолжается 1—3 мес. Можно назначать в сочетании с другими нейротропными препаратами.

## Противопоказания
Ацефен обычно хорошо переносится. В отдельных случаях у больных с параноидной и галлюцинаторной симптоматикой возможны обострение бредовых и галлюцинаторных явлений, возникновение страха и тревоги. Препарат противопоказан при инфекционных заболеваниях ЦНС.

## Физические свойства
Белый кристаллический порошок. Легко растворим в воде и спирте.

## Форма выпуска
Выпускается в таблетках по 0,1 г, покрытых оболочкой жёлтого цвета, в упаковке по 50 штук.

## Допинг
Запрещен в спорте, считается допингом. Может содержаться в солнцезащитных кремах, некоторые спортсмены, в связи с этим, смогли избежать наказания, сдав перед этим положительные пробы.